# Равне при Шмартнем
Равне при Шмартнем (словен. Ravne pri Šmartnem) је насељено место у општини Камник, Средњесловенска регија, Словенија.

## Историја
До територијалне реорганизације у Словенији биле су у саставу старе општине Камник.

## Становништво
У попису становништва из 2011. године, Равне при Шмартнем су имале 61 становника.
| Број становника према пописима | Број становника према пописима | Број становника према пописима |
| ------------------------------ | ------------------------------ | ------------------------------ |
| 1991                           | 2002                           | 2011                           |
| 54                             | 46                             | 61                             |

Напомена: До 1953. исказивано под именом Равне.